# 都塚南
都塚南（みやこづかみなみ）は、大阪府八尾市の地名。現行行政地名は都塚南一丁目及び都塚南二丁目。住居表示は未実施。

## 地理
八尾市の南東部に位置し、東に曙川東、西と北西に東弓削、南に二俣、北東に都塚と接している。

## 歴史
- 2019年（令和元年）12月20日 - 曙川南土地区画整理事業換地処分に伴い、都塚南一丁目・二丁目を設置[5]。

### 町名の変遷
| 実施後       | 実施年月日                 | 実施前（各町名ともその一部）             |
| ------------ | -------------------------- | ---------------------------------------- |
| 都塚南一丁目 | 2019年（令和元年）12月20日 | 大字東弓削の一部                         |
| 都塚南二丁目 | 2019年（令和元年）12月20日 | 大字東弓削、大字二俣、二俣一丁目の各一部 |

## 世帯数と人口
2020年（令和2年）3月31日現在（八尾市発表）の世帯数と人口は以下の通りである。
| 丁目                 | 世帯数 | 人口 |
| -------------------- | ------ | ---- |
| 都塚南一丁目・二丁目 | 19世帯 | 52人 |

## 学区
市立小・中学校に通う場合、学区は以下の通りとなる（2020年5月時点）。
| 丁目         | 番   | 小学校               | 中学校               |
| ------------ | ---- | -------------------- | -------------------- |
| 都塚南一丁目 | 全域 | 八尾市立曙川東小学校 | 八尾市立曙川南中学校 |
| 都塚南二丁目 | 全域 | 八尾市立曙川東小学校 | 八尾市立曙川南中学校 |

## 交通
- 国道170号

## 施設
- 二俣墓地

## その他

### 日本郵便
- 郵便番号 : 581-0030[2]（集配局：八尾郵便局[8]）。